# 東芝ライフスタイル
東芝ライフスタイル株式会社（とうしばライフスタイル）は、中国・美的グループ傘下の電機メーカーで、東芝ブランドの白物家電の開発・製造・販売を行う。

## 概説
元々は家電製品の国産化第1号の製品を開発してきた「東芝家電製造株式会社」を原点とする。その後、家電事業の再編に伴い、2008年4月にグループ会社が担うエアコンや照明以外の白物家電、電池の製造・販売事業を統合し「東芝ホームアプライアンス株式会社」が発足。2010年5月には製造を除くエアコンの全部門を当社に移管した。
2014年4月に東芝の社内カンパニーの一つである「デジタルプロダクツ&サービス社」から映像部門を分割して当社に継承、2013年10月の組織再編に伴い発足した個人向け製品を管轄する「ライフスタイル事業」を担う事業会社として新たに発足した。
2016年6月30日をもって、東芝が株式の80.1%を美的グループの子会社である美的国際控股有限公司（英: Midea International Corporation Company Limited、本拠地は香港）に売却した。なお映像事業（液晶テレビ・BDレコーダー等）は、東芝メディア機器株式会社に移管した。

## 歴史
- 2003年（平成15年）10月1日 - 株式会社東芝の社内カンパニーの一つであった「家電機器社」を会社分割によって分社化し（初代）東芝コンシューママーケティング株式会社（以下、初代TCM社）が設立された際、製造部門を担う同社の完全子会社として東芝家電製造株式会社を設立[3]。
- 2008年（平成20年）4月1日 - 家電事業の再編に伴い、東芝家電製造と初代TCM社の家電事業部・電池事業部が統合し、東芝ホームアプライアンス株式会社を設立（同時に初代TCM社は中間持株会社として東芝コンシューマエレクトロニクス・ホールディングス株式会社に商号変更され、初代TCM社の社内カンパニーである東芝コンシューマフィールドマーケティング社と東芝エルイーマーケティング株式会社を統合した国内コンシューマ向け販売会社が(2代目)東芝コンシューママーケティング株式会社となる）。
- 2010年（平成22年）5月1日 - 東芝キヤリア株式会社から製造部門を除く家庭用ルームエアコン事業を当社に移管。
- 2013年（平成25年）
  - 9月30日 - 東芝の映像部門を2013年度下期中を目途に吸収分割によって当社へ継承することを発表。予定では、2014年3月1日に吸収分割を行い、事業を継承する当社は仮称として「東芝コンシューマエレクトロニクス株式会社」に商号変更することになっていた[4]。
  - 10月1日 - 組織再編に伴い、当社が属する事業グループが従来の「家庭電器事業グループ」から「ライフスタイル事業グループ」に変更[5]。
  - 11月14日 - 前述の吸収分割日を当初の予定から1ヶ月遅らせ、2014年4月1日に実施することを発表[6]。
- 2014年（平成26年）
  - 1月1日 - 親会社であった東芝コンシューマエレクトロニクス・ホールディングスが東芝に吸収合併されたことに伴い、東芝の直接子会社となる。
  - 1月30日 - 前述の会社分割に係る吸収分割契約が締結。併せて、DVDやBD規格必須特許に係るライセンス事業、コピープロテクション事業及びプラットフォーム&ソリューション開発センターが行っている研究・開発業務を除くデジタルプロダクツ&サービス社の映像事業や関連事業を当社が吸収分割によって継承すること、吸収分割後の社名を当初予定から変更し、「東芝ライフスタイル株式会社」とすることが公表された。
  - 4月1日 - デジタルプロダクツ&サービス社の映像事業（前述の一部事業を除く）を吸収分割によって当社に継承・統合し、東芝ライフスタイル株式会社が発足[7][8]。
  - 7月1日 - 当社傘下で国内向けコンシューマ販売会社であった(2代目)東芝コンシューママーケティングと、国内サービス会社であった東芝テクノネットワーク株式会社が統合し、(3代目)東芝コンシューママーケティング株式会社が発足。
- 2016年（平成28年）6月30日 - 東芝は当社株式の80.1%を中華人民共和国の電機メーカー美的グループの子会社の美的国際控股有限公司（英: Midea International Corporation Company Limited）に売却。同時に映像事業を東芝映像ソリューション（現・TVS REGZA）に移管[2]。

## 主な商品
- 冷蔵庫
- 洗濯機（二槽式は2016年限りで生産終了）
- 掃除機
- アイロン
- オーブンレンジ・電子レンジ
- オーブントースター・炊飯器・コーヒーメーカー・その他調理器具・温水洗浄便座（製造は東芝ホームテクノ）
- 家庭用エアコン（製造は日本キヤリア（旧・東芝キヤリア）。コロナへもOEM供給）
- 電池（製造はFDKへ委託）
- ジェネリックオーディオ製品（AUREXブランドの製品を含む。製造は東芝エルイートレーディング）

### 扇風機
家庭用扇風機の翅数は、主に工作をしやすいという理由で、長く3翅が主流だった。三角対称な形状は、四角角対称な形状に比べて、歪みを取りやすく、中心点を取りやすいメリットがあった。
東芝は、よりモータの出力を効率的に使えるとして、1970年（昭和45年）末より、一部の特殊な機種を除き、4翅へと変更、「4枚羽の東芝」のキャッチコピーで、他社の製品より優れているイメージを前面に押し出した。定格回転数を下げることにより、モータ発熱の抑制、静粛性を高める事が可能であった。反面、交流モータの制御が未熟であったこの当時、歪みによる回転特性の悪化というデメリットもあったが、この時期以降、日本の部品製造精度が諸外国に比べて飛躍的に高まったので、問題とはならなかった。
現在では、電子運転制御によるよりきめ細やかな制御が可能になったので、これに対応して、他社では1枚あたりの面積を削った5翅プロペラが主流となったが、東芝製扇風機は宣伝上の意味を失った現在でも、4翅プロペラを踏襲している。2011年より省エネルギー性と静音性に優れたDCモーターを採用した扇風機を販売。
現在の工場は主に中国であり、設計・製造は東芝ホームテクノが担当している。
戦前の芝浦製作所時代のものが現在でも多数現存しており、骨董家電として人気が高い。

### 過去
2016年6月30日以降は東芝映像ソリューション（現・TVS REGZA）に移管。
- 液晶テレビ
- BDレコーダー・BD/DVDプレーヤー

## コーポレート・スローガン
- 「 タイセツを、カタチに｡■」

東芝ライフスタイルが2019年から掲げている「タイセツを、カタチに｡■」。この言葉の末尾のレッドスクエアの赤い色には、情熱やあたたかさ・活動的・リーダーシップがスクエアのデザインには実直さ・規律性・安心感・信頼感の意味が込められている。また、レッドスクエアには立体物としての造形を与えられている。あるものは冷蔵庫のように、またあるものは洗濯機のように。実際の家電を想起させるサイズで佇むレッドスクエアは、これから生まれる新たな製品への期待と予感に満ちています。これからの東芝ライフスタイル・ブランドが目指す上質さと強さを、極めてシンプルかつ洗練された世界観で表現した。

## 関係会社

### 日本国内
- テクノプロサポート
- 東芝家電ビジネスサポート
- 東芝コンシューママーケティング
  - 東芝エルイーソリューション
  - 東芝エルイートレーディング
- 東芝電池
- 東芝ホームテクノ

### 海外
- 東芝家電製造タイ社
- タイ東芝電気工業社
- 東芝家電製造（南海）社
- 東芝家電製造（深圳）社

## 提供番組
- ヒルナンデス（日本テレビ）
- I LOVE みんなのどうぶつ園（日本テレビ）
- クイズプレゼンバラエティー Qさま!!（テレビ朝日）
- オクラ〜迷宮入り事件捜査〜（フジテレビジョン）-ブランド総合キャラクターによる出演者枠で提供[10]
- 東芝ライフスタイル アイナ・ジ・エンドの「ほな、また」（TOKYO FM、2025年7月5日 - ）[11]

希に他局の番組にも不定期で大筆頭(提供読みは「大清快エアコン・ベジータ冷蔵庫でお馴染みの東芝ライフスタイル」など)や筆頭で提供することもある。

## CM
- 歴代テレビCM出演者
  - 満島ひかり（2017年） - ブランド総合キャラクター
  - 広瀬すず（2018年） - ブランド総合キャラクター
  - 村方乃々佳（2021年） - ドラム式洗濯乾燥機「ZABOON」TW-127XP1
  - 反町隆史（2024年 - ） - ブランド総合キャラクター

上記のうち反町が出演するCMはテレビのほか、全国のイオンシネマにて上映前にも公開されている。